# Tsuga
Tsuga és un gènere de coníferes dins la família Pinaceae. El nom d'aquest gènere deriva del japonès "栂 ツガ", que és el nom comú en aquesta llengua de l'espècie Tsuga sieboldii. El nom comú en anglès és hemlock i deriva del fet que l'olor de les fulles trinxades és similar al de les fulles trinxades de la planta del gènere Conium la qual en anglès es diu "poison hemlock".
Hi ha de 8 a 10 espècies, quatre d'elles es troben a Amèrica del Nord i de 4 a 6 a Àsia oriental.

## Descripció

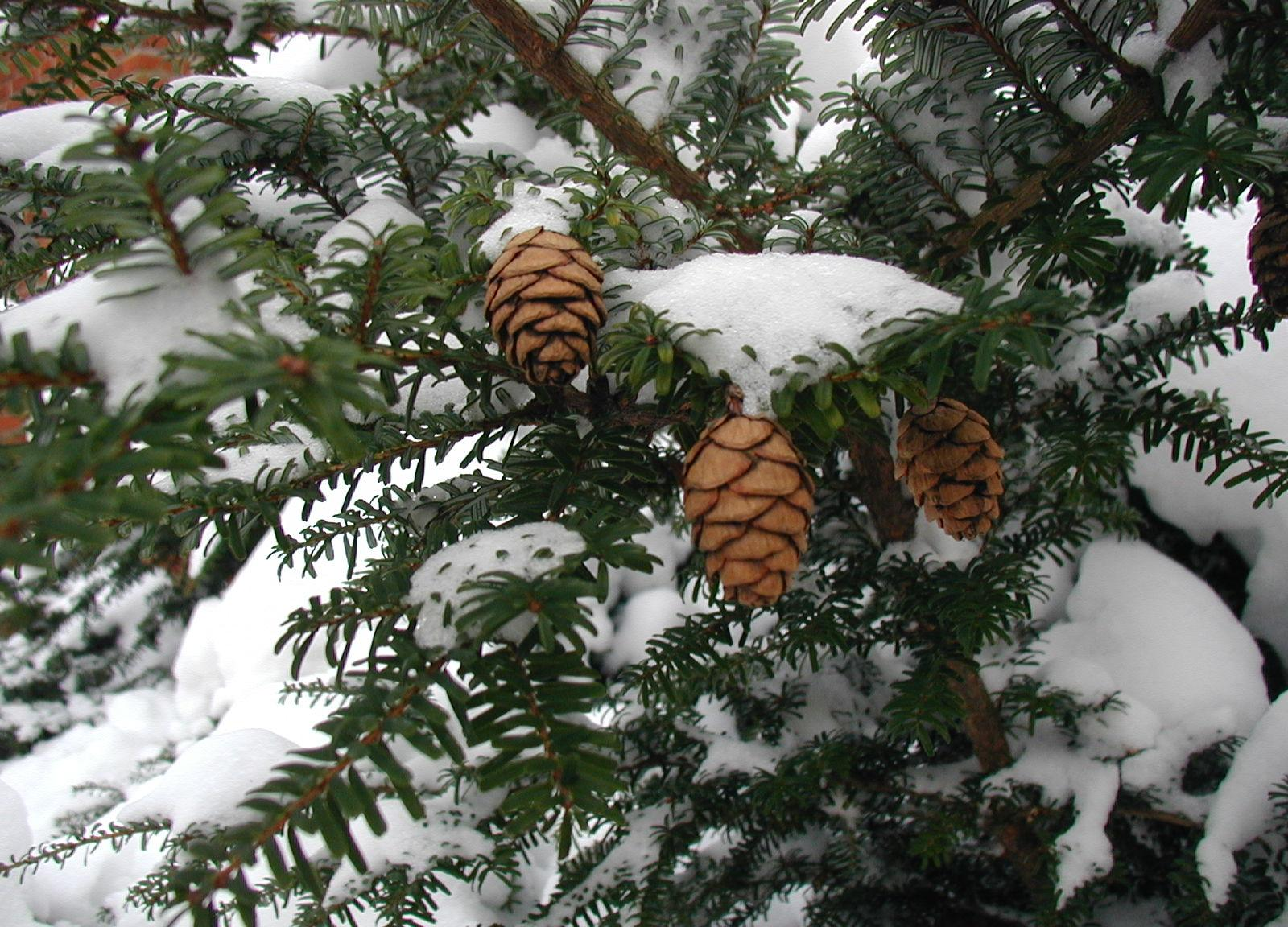
Tsuga diversifolia, fulles i pinyes nevades

Són arbres de fulla persistent de mida de mitjana a grossa, molt smeblant a les pícees, oscil·len entre els 10 als 60 metres d'alt amb una capçada de cònica a irregular. Els brots principals generalment pengen. Les fulles són linears, generalment platejades, i estan aplanades de 5–35 mm de llarg i 1–3 mm d'ample.

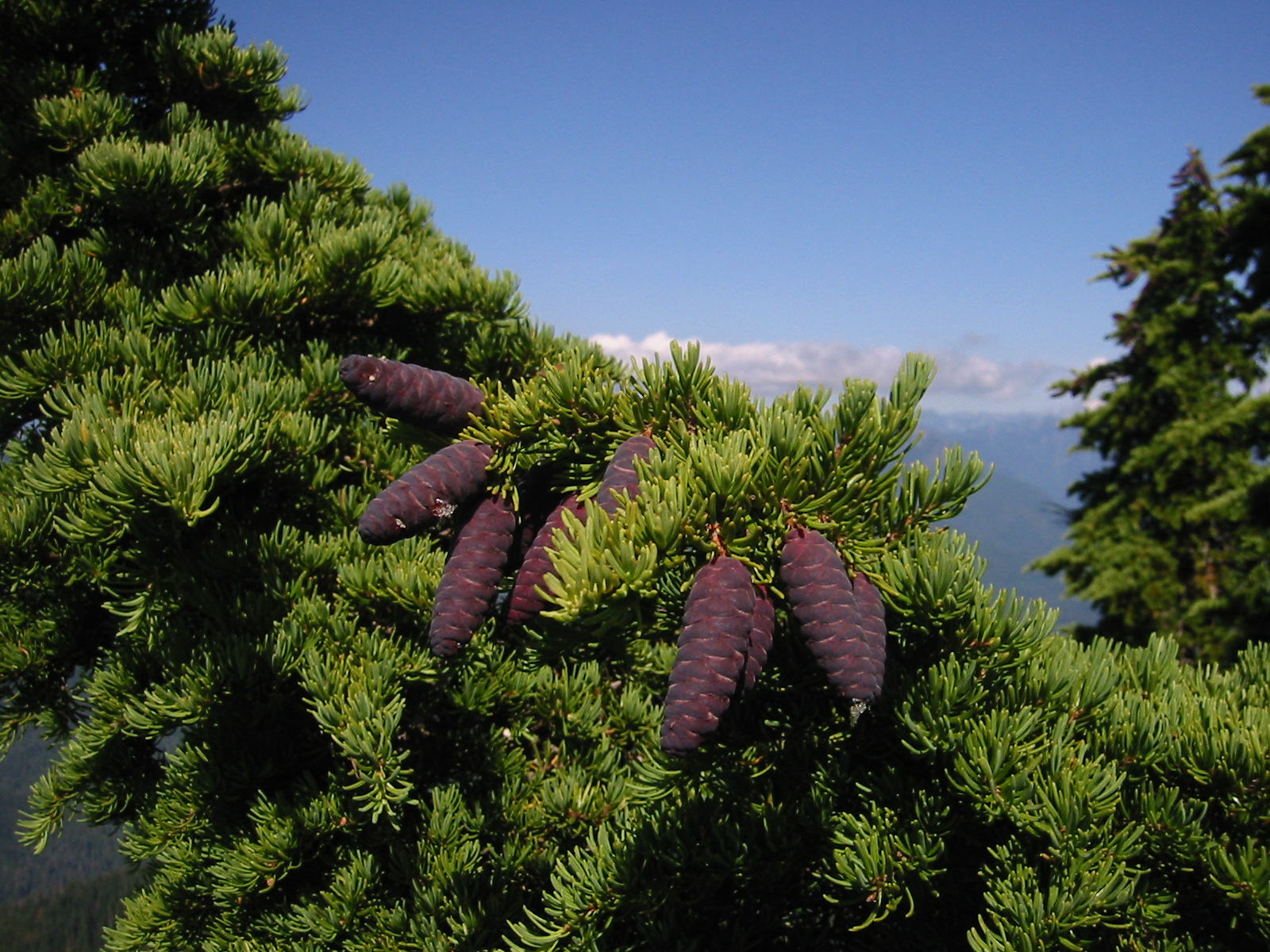
Tsuga mertensiana, fulles i pinyes

Les pinyes són petites i de forma ovoide globosa de 15–40 mm de llarg excepte en T. mertensiana, on són cilíndriques i més llargues de 35–80 mm. <les llavors són petites de 2 a 4 mm de llarg i alades. La germinació és epigea i les plàntules tenen 6 cotilèdons.

## Ecologia
Les espècies estan adaptades i confinades a climes frescos temperats i humits en llocs molt plujosos i d'estius frescos però toleren hiverns freds i nivosos.

## Usos
La fusta s'utilitza especialment per a pasta de paper. Moltes espècies es fan servir en jardineria i nombrosos cultivars s'han seleccionat. L'escorça es fa servir en l'adob de pells. De les fulles se'n fan infusions.

### Usos particulars
Les tapes harmòniques de moltes guitarres clàssiques són de fusta de 
Tsuga heterophylla. Les planxes es tallen segons un radi del tronc per tal d’aconseguir la màxima estabilitat dimensional de cada peça.

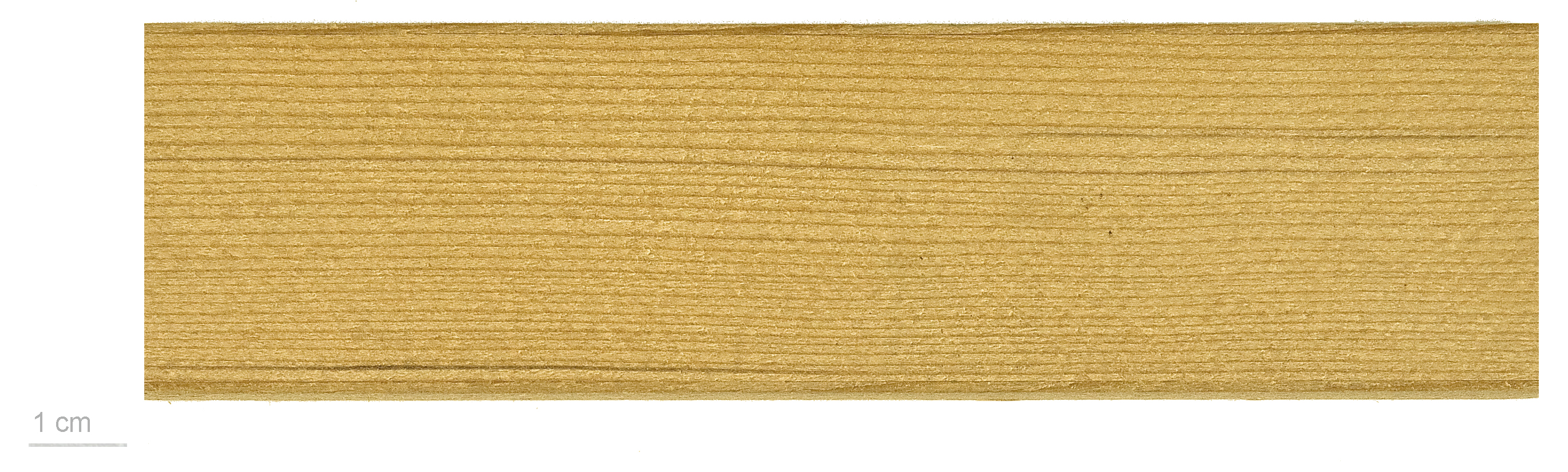
Mostra de fusta de Tsuga heterophylla. Es pot observar el color marronós i les fibres uniformes i paralleles.